# Hegedűs Erzsébet (labdarúgó)
Hegedűs Erzsébet (Budapest, 1955. január 6. –) válogatott labdarúgó, kapus.

## Pályafutása

### Klubcsapatban
1973-ban a MOM-ban optikus szakmunkásvizsgát tett. Diák évei alatt a MOM leány csapatában kezdte a labdarúgást. 1982 és 1984 között a Femina csapatában védett, majd egy rövid ideig a Csőszerelő SC együttesében szerepelt. Az első hivatalos női labdarúgó-bajnokság idényében, 1984–85-ben a Renova csapatához igazolt, ahol három bajnoki címet, öt ezüst- és egy bronzérmet szerzett a csapattal.

### A válogatottban
1987 és 1990 között három alkalommal szerepelt a válogatottban.

## Sikerei, díjai
- Magyar bajnokság
  - bajnok: 1989–90, 1991–92, 1992–93
  - 2.: 1984–85, 1985–86, 1986–87, 1987–88, 1990–91
  - 3.: 1988–89

## Statisztika

### Mérkőzései a válogatottban
| Magyarország | Magyarország         | Magyarország | Magyarország  | Magyarország | Magyarország | Magyarország | Magyarország | Magyarország |
| #            | Dátum                | Helyszín     | Hazai         | Eredmény     | Vendég       | Kiírás       | Gólok        | Esemény      |
| ------------ | -------------------- | ------------ | ------------- | ------------ | ------------ | ------------ | ------------ | ------------ |
| 1.           | 1987. június 28.     | Fonyód       | Magyarország  | 6 – 0        | Ausztria     | barátságos   | -            | 65'          |
| 2.           | 1989. április 23.    | Ózd          | Magyarország  | 6 – 0        | Bulgária     | barátságos   | -            | 77'          |
| 3.           | 1990. szeptember 29. | Varannó      | Csehszlovákia | 3 – 0        | Magyarország | Eb-selejtező | -            |              |
|              | Összesen             |              |               | 3            | mérkőzés     |              | 0            | gól          |